# Gare d’Arches
Gare d'Arches – stacja kolejowa w miejscowości Arches, w departamencie Wogezy, w regionie Grand Est, we Francji. Jest zarządzana przez SNCF i obsługiwany przez pociągi TER Lorraine.

## Położenie
Znajduje się na linii Épinal – Bussang, na km 11,466 między stacjami Épinal i Pouxeux, na wysokości 350 m n.p.m.

## Linie kolejowe
- Linia Épinal – Bussang
- Linia Arches – Saint-Dié